# Pavel Cyrus
Pavel Cyrus (* 1949) je český technik a vysokoškolský pedagog, v letech 1996 až 2002 rektor Vysoké školy pedagogické v Hradci Králové (od roku 2000 Univerzita Hradec Králové).

## Život
V letech 1970 až 1975 studoval na Technické fakultě České zemědělské univerzity. V roce 1975 zde získal inženýrský titul. V roce 1975 začal pracovat na Technické fakultě Praha, kde setrval do roku 1979. V letech 1979 až 1980 pracoval u Pozemních staveb Pardubice, než se v roce 1980 stal zaměstnancem Československo vědecko-technické společnosti. V roce 1982 začal vyučovat na Pedagogické fakultě Univerzity Hradec Králové, kde se téhož roku stal vedoucím Katedry technických předmětů. V roce 1984 se stal kandidátem věd a v roce 1989 se habilitoval (v roce 1994 se poté opět habilitoval v souladu s novou vyhláškou ministerstva školství).
V roce 1996 se stal druhým rektorem Vysoké školy pedagogické v Hradci Králové, která mezitím v roce 1992 vznikla. Ve funkci tak nahradil Oldřicha Richterka. V roce 1999 se stal rektorem i pro další funkční období a v září 2000 se po přejmenování VŠP stal rektorem Univerzity Hradec Králové. V roce 1999 zároveň získal titul profesor, když absolvoval profesorské řízení na Univerzite Mateja Bela v Banskej Bystrici. Po konci ve funkci rektora se v roce 2002 stal Cyrus opět vedoucím Katedry technických předmětů. Rektorkou se pak místo něj stala Jaroslava Mikulecká. Ve funkci vedoucího katedry skončil Cyrus v roce 2020.